# Патец
Патец или Патеец, както и книжовно Патевец или Патовец (на македонска литературна норма: Патец), е село в Северна Македония, в община Кичево.

## География
Селото е разположено в областта Рабетинкол в малка котловина между Добра вода от север и Песяк от юг.

## История
В XIX век Патец е село в Кичевска каза на Османската империя. 
През 1868 година хлебарят (фурунджия) Йоаким Неделков от Патец е спомоществувател за изданието на „Поучително евангелие“ на Софроний Врачански.
В „Етнография на вилаетите Адрианопол, Монастир и Салоника“, издадена в Константинопол в 1878 година и отразяваща статистиката на населението от 1873 година, Патаец (Pataëtz) е посочено като село с 8 домакинства с 36 жители българи.
Според статистиката на Васил Кънчов („Македония. Етнография и статистика“) към 1900 година в Патеец живеят 96 българи християни. На Етнографската карта на Битолския вилает на Картографския институт в София от 1901 година Патеец е чисто българско село в Кичевската каза на Битолския санджак с 15 къщи.
Селото пострадва през Илинденско-Преображенското въстание.
Според митрополит Поликарп Дебърски и Велешки в 1904 година в Патец има 13 сръбски къщи. Българският търговски агент в Битоля, Андрей Тошев пише през януари 1904 година, че сръбски учител измамил жителите на Патеец, село с 96 българи, да подпишат заявление до митрополит Поликарп, че се отказват от Екзархията. При разследване на кичевския каймакам се оказало, че селяните искат само помощи, „а не да стават сърби“. 
По данни на секретаря на Българската екзархия Димитър Мишев („La Macédoine et sa Population Chrétienne“) в 1905 година в Патасец има 128 българи екзархисти.
След Междусъюзническата война в 1913 година селото попада в Сърбия.
По време на българското управление на Вардарска Македония през Първата световна война Патевец е част от Световрачка община в Кичевска околия на Битолски окръг и има 80 жители.
На етническата си карта на Северозападна Македония в 1929 година Афанасий Селишчев отбелязва Патеец като българско село.
През юли 1996 година е осветен темелния камък на църквата „Преподобна Параскева“, а самата църква е осветена в 1999 година от владиката Тимотей Дебърско-Кичевски. Изградена е от майсторите Санде и Славе Софрониоски от село Лазоровци. Фреските са дело на Драган Ристески от Охрид, а иконостасът е дело на резбаря Панта от Кавадарци.
Според преброяването от 2002 година селото има 8 жители македонци.
От 1996 до 2013 година селото е част от община Вранещица.